# Phylloscopus sibilatrix

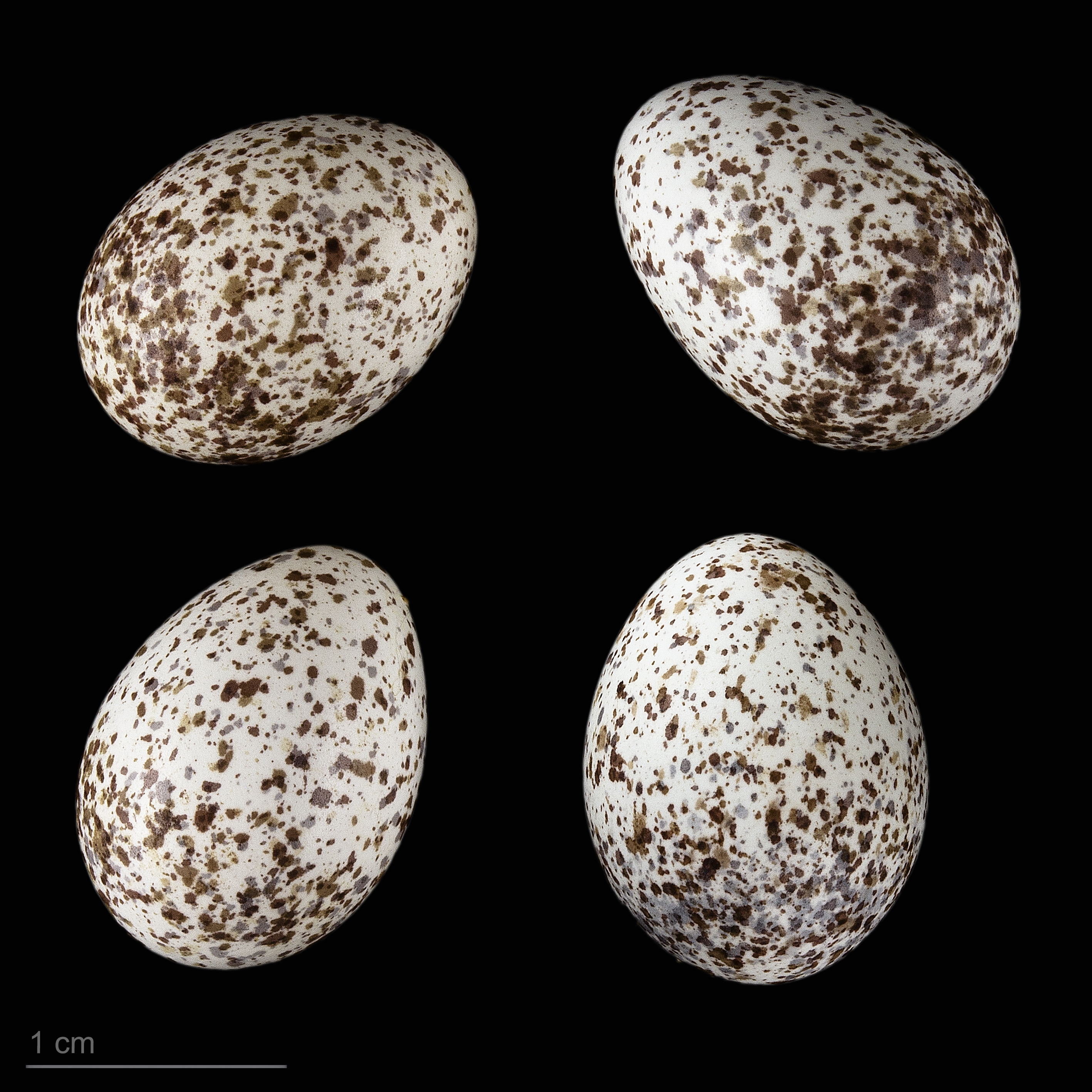
Phylloscopus sibilatrix - MHNT

El mosquitero silbador (Phylloscopus sibilatrix) es una especie de ave paseriforme de la familia Phylloscopidae propia de Eurasia y África.
Es un pájaro insectívoro migratorio de canto agradable y comportamiento huidizo. Se trata del mosquitero de mayor tamaño presente en la península ibérica. Habita en bosques, y aunque anida en el suelo, suele pasar la mayor parte del tiempo en los árboles, sintinéndose especialmente cómodo en las partes más altas de los mismos.

## Distribución
El mosquitero silbador cría, y está presente desde abril hasta septiembre, a lo largo de todo el norte de Europa y casi toda Europa central y oriental y Asia occidental. Más concretamente en Europa, se reproduce en Noruega (de forma local en el sur del país), Suecia (sobre todo en la costa), sur de Finlandia, Rusia, Estonia, Letonia, Lituania, oeste de Gran Bretaña, local en España (Pirineos y Cordillera Cantábrica), Francia (ausente en el sur), también se reproduce en el resto de países centroeuropeos, siendo local y escaso en Bélgica, Holanda, Dinamarca e Italia, y estando ausente en Portugal, Grecia e Islandia. 
Las poblaciones de esta especie son migratorias de manera innata, y todas ellas pasan los inviernos en el África tropical.

## Población
Se trata de una especie abundante con una importante población mundial, de hecho BirdLife International estima que en 2009 el número de individuos o ejemplares, oscila entre los 28 y 43 millones en Europa. 
Aunque no se han cuantificado las tendencias de la población mundial, se considera que al menos en los próximos diez años, o dentro de tres generaciones, la especie no sufrirá una disminución superior al 30% de la población mundial actual, por lo que el estado de conservación de la especie se considera de preocupación menor (LC).